# Maurice Peeters
Mouritius Prosper „Maurice” Peeters (ur. 5 maja 1882 w Antwerpii, zm. 6 grudnia 1957 w Leidschendam) – holenderski kolarz torowy, dwukrotny medalista olimpijski oraz dwukrotny medalista mistrzostw świata.

## Kariera
Pierwszy sukces w karierze Maurice Peeters osiągnął w 1918 roku, kiedy został wicemistrzem kraju w sprincie indywidualnym amatorów. W 1920 roku wystartował na mistrzostwach świata w Antwerpii, gdzie zwyciężył w tej samej konkurencji, bezpośrednio wyprzedzając Brytyjczyka Thomasa Johnsona i Australijczyka Geralda Halpina. W tym samym roku wziął również udział w igrzyskach olimpijskich w Antwerpii i ponownie był najlepszy w sprincie. Olimpijskie podium uzupełnili Brytyjczycy: Thomas Johnson i Harry Ryan. Na rozgrywanych dwa lata później mistrzostwach świata w Paryżu w swej koronnej konkurencji Holender zajął drugie miejsce, ulegając jedynie Johnsonowi. Ostatni medal wywalczył na igrzyskach olimpijskich w Paryżu w 1924 roku, gdzie wspólnie z Gerardem Boschem van Drakesteinem zajął trzecie miejsce w wyścigu tandemów. Ponadto, oprócz tytułu z 1918 roku, jeszcze trzykrotnie zdobywał mistrzostwo kraju w sprincie, w latach 1919, 1920 i 1922.
Maurice Peeters urodził się w Belgii, ale reprezentował Holandię. Holenderskie obywatelstwo otrzymał 12 czerwca 1908 roku.